# Antoine de Vergy
Antoine de Vergy, conte di Dammartin, signore di Champlitte e di Rigney (1375 – 29 ottobre 1439), è stato un militare francese, maresciallo di Francia e cavaliere dell'Ordine del Toson d'oro.

## Biografia
Era figlio di Jean III de Vergy, siniscalco, governatore e maresciallo di Borgogna, e della sua prima moglie, Jeanne de Chalon.
Consigliere e ciambellano di Carlo VI, abbracciò poi il partito borgognone, diventando ciambellano del duca di Borgogna Giovanni, al cui seguito entrò a Parigi il 29 maggio 1418.
Era presente all'incontro di Montereau, dove venne ferito ed arrestato.
Una volta libero fu nominato maresciallo di Francia il 22 gennaio 1422 dal re d'Inghilterra Enrico V durante la reggenza del trono di Francia; prestò giuramento il 3 febbraio con Jean de La Baume, nonostante l'opposizione dei marescialli Jacques de Montberon e Claude de Chastellux, ma il titolo non fu riconosciuto da Carlo VII.
Fu nominato quindi dal duca di Borgogna capitano generale di Borgogna e Charolais, e nel 1423 combatté contro le truppe francesi, alla battaglia di Cravant.
Nel 1427 Enrico VI lo fece governatore di Champagne e Brie, e della città di Langres. Da Langres negli anni seguenti condusse numerose spedizioni alla testa di un contingente anglo-borgognone nella regione della Lorena; obiettivo particolare fu Vaucouleurs, cittadina rimasta fedele a Carlo VII per quanto stretta fra il ducato di Lorena e il ducato di Borgogna; nonostante l'impegno profuso la piazzaforte francese, teatro delle prime gesta di Giovanna d'Arco, non cadde.
Nel 1430 il duca di Borgogna Filippo il Buono lo creò cavaliere dell'Ordine del Toson d'oro. Sotto il conte di Vaudémont, alleato di Filippo il Buono, combatté il 2 luglio 1431 alla battaglia di Bulgnéville, dove venne fatto prigioniero Renato d'Angiò.
Morì di malattia nel 1439, e fu inumato a Champlitte nella collegiata di Saint-Christophe, che aveva fondato nel 1437.

Blasone
De gueules à trois quintefeuilles d'or; à la bordure d'argent.